# Holsten Brauerei
Holsten Brauerei AG er et nordtysk bryggeri, der blev grundlagt 1879 i Hamborg-forstaden Altona.
Bryggeriets hovedmærke Holsten Premium sælges i dag på over 90 markeder, men især i Nordtyskland, hvor bryggeriet er markedsleder.
I 2004 købte Carlsberg Holsten, som dermed blev sæde for bryggerikoncernens tyske aktiviteter, der med opkøbet nu tæller Feldschlößchen, Lübz, Hannen og Landskron.
Holsten beskæftiger cirka 1700 medarbejdere, og fremstiller 8,9 mio. hektoliter øl (2004).
Ridderen i Holstens logo stammer fra Ditmarskens våbenskjold.[kilde mangler]

## Historie
Holsten blev grundlagt 24. maj 1879 i Altona lidt nord for Hamborg. I 1890'erne nåede bryggeriet en produktion på 0,1 mio. hektoliter, der hovedsagligt blev solgt lokalt. I 1903 begyndte eksport til Storbritannien, og efter en række opkøb i 1910'erne og 1920'erne havde man i 1927 forøget produktion med syv gange. 
I 1943 blev Holsten hårdt ramt af bomber, men efter en genopbygning i 1946 kunne bryggeriet begynde at hente ind på den tidligere kapacitet, selvom tyskernes ølforbrug var kraftigt mindsket.
I 1952 genstartede man eksporten til Storbritannien, som stadig er et stort marked for bryggeriet, og 1954 kom Holsten ind på markederne i Niedersachsen og Bremen ved at købe sig ind i et større bryggeri der. Gennem sidste halvdel af det 20. århundrede nåede Holsten en endnu større position i Tyskland, men Carlsberg frasolgte ved overtagelsen et par af bryggerierne for at koncentrere bryggeriets fokus fremover.

## Ølmærker
Holsten:
- Holsten Pilsener (alc. 4,8% vol.)
- Holsten Edel (alc. 4,9% vol.)
- Holsten Export (alc. 5,4% vol.)
- Holsten Diät (alc. 4,9% vol.)
- Holsten Alkoholfrei
- Holsten Cooler (alc. 2,5% vol.)
- Holsten Cooler Alkoholfrei
- Holsten Knight (alc. 5,2% vol.)
- Holsten Premium Bier (alc. 5,0% vol.)
- Holsten non-alcoholic
- Holsten Lemon+
- Holsten Apple+
- Holsten Strawberry+
- Holsten Malta
- Holsten Festbock (alc. 7,0% vol.)
- Holsten Maibock (alc. 7,0% vol.)

Astra (brygges på Holsten, Hamborg):
- Astra Urtyp (alc. 4,9% vol.)
- Astra Pilsener (alc. 4,9% vol.)
- Astra Exclusiv (alc. 4,9 % vol.)
- Astra Original Hamburger Alsterwasser (alc. 2,5% vol.)
- Grenzquell Pilsener (alc. 4,9% vol.)
- Ratsherrn Pilsener (alc. 4,9% vol.)

Feldschlößchen AG:
- Feldschlößchen Pilsner (alc. 4,9% vol.)
- Feldschlößchen Export (alc. 5,4% vol.)
- Feldschlößchen Diät-Pilsner (alc. 4,9% vol.)
- Feldschlößchen Urbock (alc. 7,0% vol.)
- Feldschlößchen Radler (alc. 2,5% vol.)
- Feldschlößchen Mixx (alc. 3,1% vol.)
- Dresdner Felsenkeller Pilsner (alc. 4,9% vol.)
- Dresdner Felsenkeller Spezial (alc. 5,4% vol.)
- Dresdner Felsenkeller Urhell (alc. 5,2% vol.)
- Coschützer Pils (alc. 4,8% vol.)
- Schwarzer Steiger (alc. 4,8% vol.)
- Duckstein (alc. 4,9% vol.)
- Caiman (alc. 5,5% vol.)

Landskron Brauerei:
- Landskron Premium Pilsner (alc. 4,8% vol.)
- Landskron Hell (alc. 4,7% vol.)
- Landskron Pupen-Schultzes-Schwarzes (alc. 3,9% vol.)
- Landskron Maibock (alc. 6,2% vol.)
- Landskron Goldbock (alc. 6,2% vol.)
- Landskron Ein Schlesier (alc. 5,2% vol.)
- Landskron Lausitzer Kindl (alc. 4,8% vol.)
- Landskron Winterhopfen (alc. 5,3% vol.)
- Landskron Hefeweizen (alc. 5,2% vol.)
- Landskron Apfelradler (alc. 2,5% vol.)

Mecklenburgische Brauerei Lübz:
- Lübzer Pils (alc. 4,9% vol.)
- Lübzer Bock (alc. 7,0% vol.)
- Lübzer Export (alc. 5,4% vol.)
- Lübzer Lemon (alc. 2,5% vol.)

## Ekstern henvisning
Holsten Brauerei AG
53°33′41″N 9°56′35″Ø / 53.56139°N 9.94306°Ø